# Tenuipalpus euonymi
Tenuipalpus euonymi är en spindeldjursart som beskrevs av Khosrowshahi 1991. Tenuipalpus euonymi ingår i släktet Tenuipalpus och familjen Tenuipalpidae. Inga underarter finns listade i Catalogue of Life.